# Har gow
Le ha kao (parfois anglicisé ha gow, haukau, har gow ; chinois : 蝦餃 ; cantonais : hāgáau ; pinyin : xiājiǎo) est une boulette traditionnelle cantonaise servie dans les dimsum.

## Étymologie
La boulette est parfois appelée « bonnet de crevette » pour sa forme plissée. Ce plat est souvent servi avec le siumaai ; lorsqu'ils sont servis de cette manière, les deux éléments sont collectivement appelés hagaau-siumaai (chinois : 蝦餃燒賣 ; pinyin : xiājiǎo shāomài ; cantonais : hāgáau sīumáai),.
Le har gow, le siu mai, le char siu bao et les tartes aux œufs sont considérés comme les plats classiques de la cuisine cantonaise et désignés comme les quatre rois célestes (chinois : 四大天王 ; pinyin : sì dà tiān wáng ; cantonais : sei daaih tīn wòhng),.